# Астрильд смугастий
Астри́льд смугастий (Estrilda astrild) — вид горобцеподібних птахів родини астрильдових (Estrildidae). Мешкає в Африці на південь від Сахари. Виділяють низку підвидів. Часто утримується в неволі.

## Опис

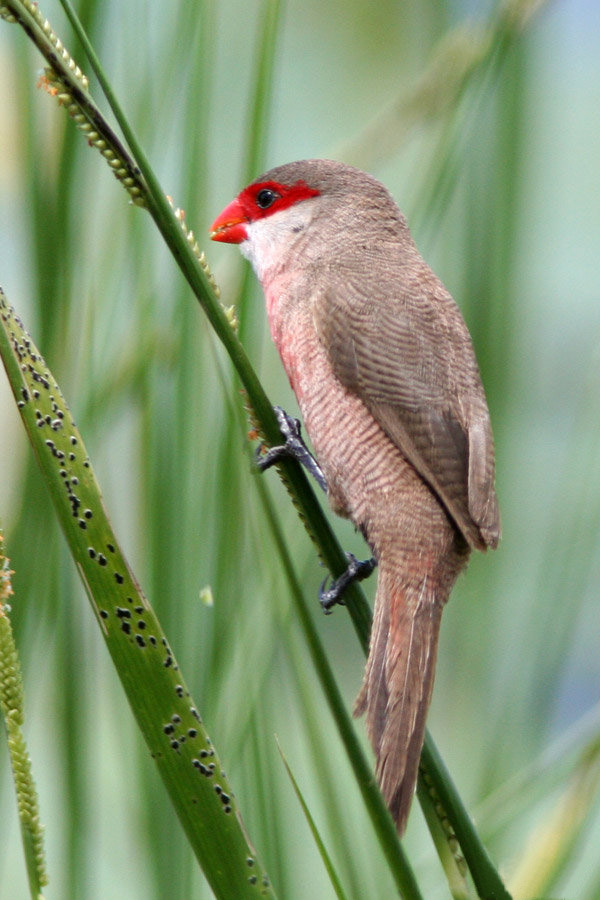
Смугастий астрильд

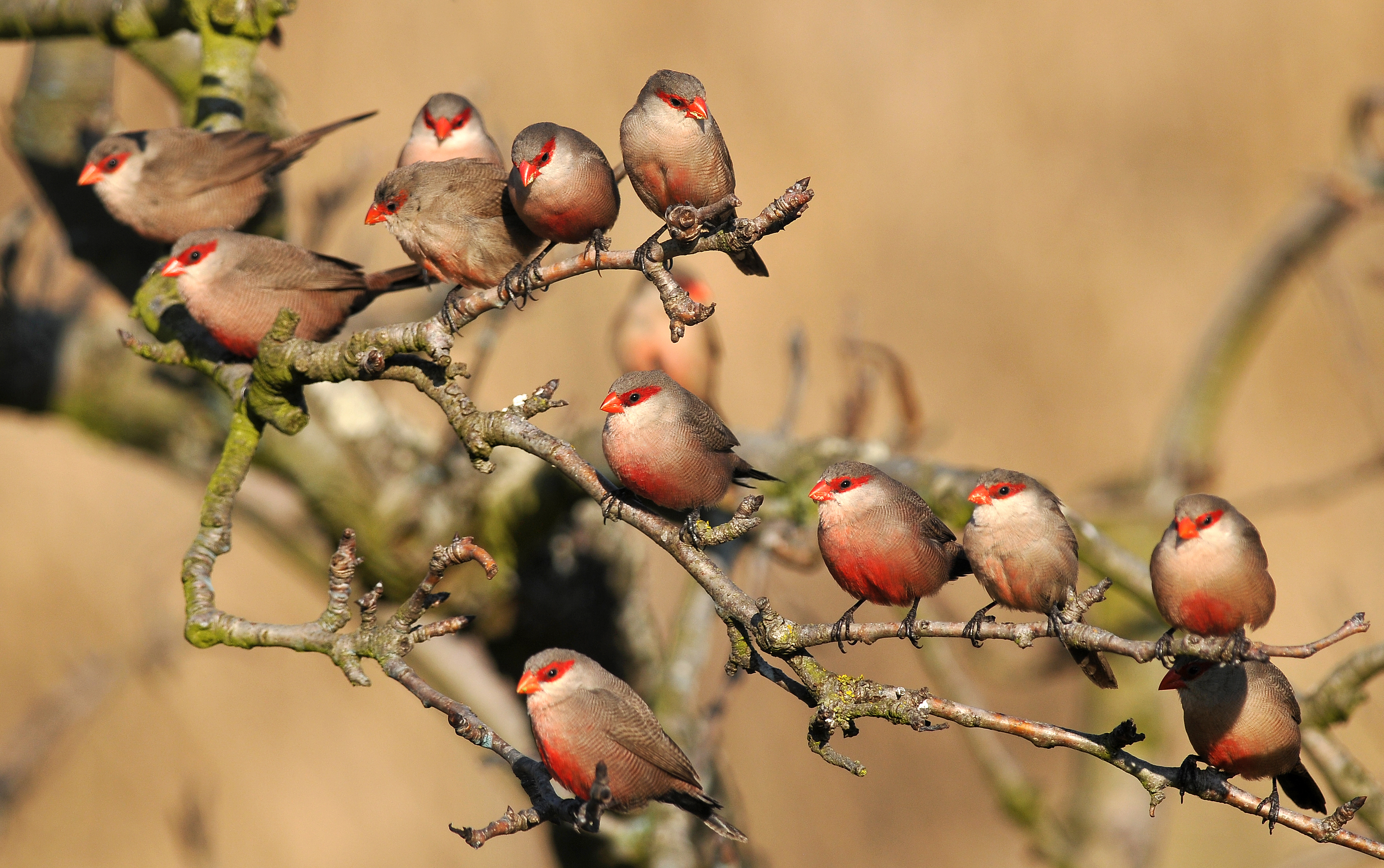
Зграйка смугастих астрильдів (Калдаш-да-Раїня, Португалія)

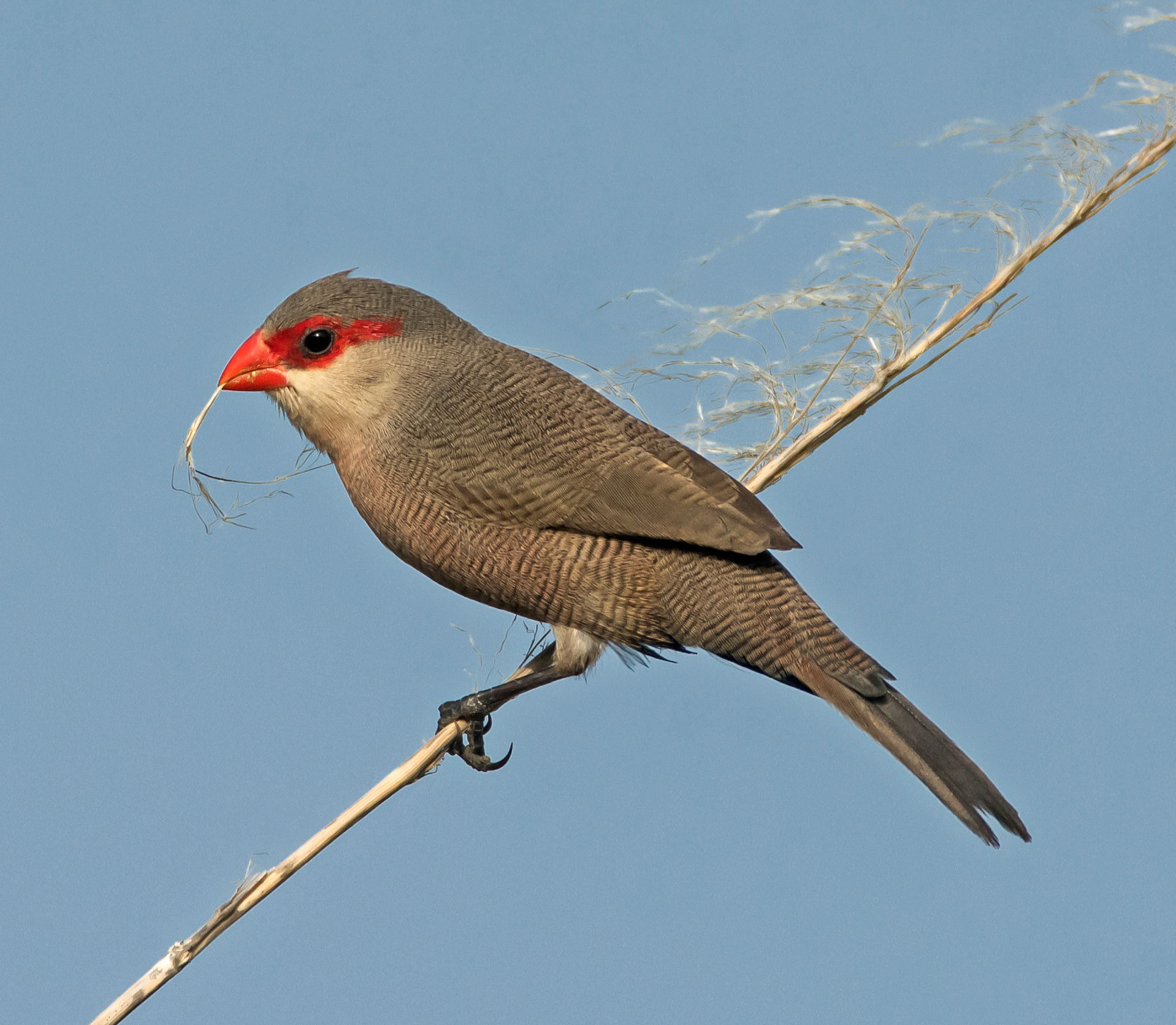
Смугастий астрильд (Гран-Канарія, Канарські острови)

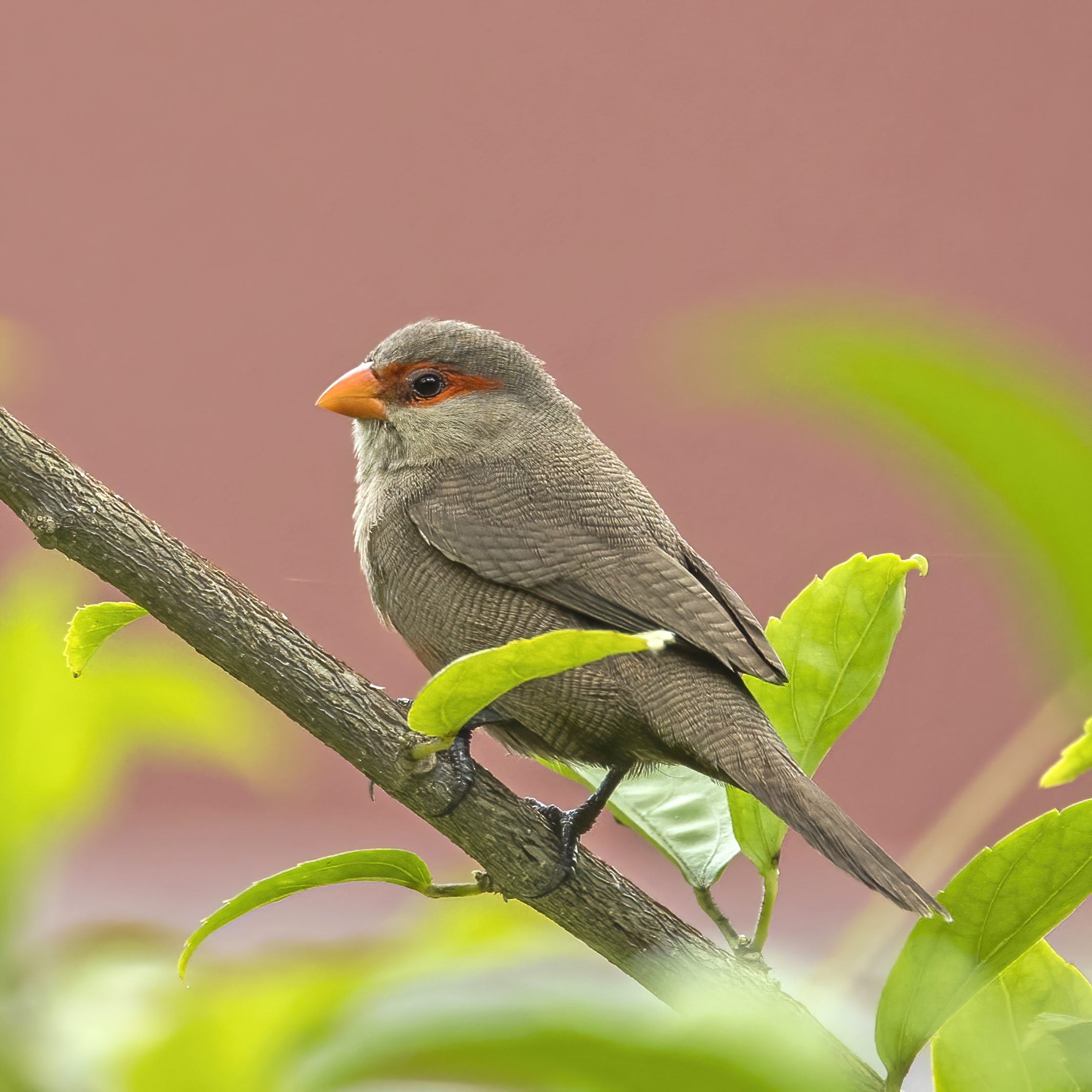
Смугастий астрильд (Сан-Томе)

Довжина птаха становить 11-13 см, розмах крил 12-14 см, вага 7-10 г. Забарвлення переважно сірувато-коричневе, поцятковане тонкими темними смужками, особливо помітними на спині, боках і животі, горло і груди світліші, білуваті. Хвіст темно-сіро-коричневий. У деяких підвидів живіт рожевуватий. На обличчі червона "маска", щоки білуваті. Очі темно-карі, дзьоб коралово-червоний, лапи тілесного кольору. 

## Підвиди
Виділяють п'ятнадцять підвидів:
- E. a. kempi Bates, GL, 1930 — Гвінея, Сьєрра-Леоне і Ліберія;
- E. a. occidentalis Jardine & Fraser, 1852 — від півдня Малі і Кот-д'Івуару до півночі ДР Конго, острів Біоко;
- E. a. peasei Shelley, 1903 — Ефіопія;
- E. a. macmillani Ogilvie-Grant, 1907 — Південний Судан (долини Білого Нілу і Собату);
- E. a. adesma Reichenow, 1916 — схід ДР Конго, Уганда, західна Кенія і північно-західна Танзанія;
- E. a. massaica Neumann, 1907 — від центральної Кенії до північної Танзанії;
- E. a. minor (Cabanis, 1878) — південь Сомалі, схід Кенії, північний схід Танзанії і острів Унгуджа (Занзібар);
- E. a. cavendishi Sharpe, 1900 — від півдня ДР Конго і півдня Танзанії до Зімбабве і Мозамбіку;
- E. a. niediecki Reichenow, 1916 — від центральної Анголи до західного Зімбабве;
- E. a. angolensis Reichenow, 1902 — внутрішні райони західної Анголи;
- E. a. jagoensis Alexander, 1898 — західне узбережжя Анголи;
- E. a. rubriventris (Vieillot, 1817) — від Габону до північно-західної Анголи;
- E. a. damarensis Reichenow, 1902 — Намібія і північний захід ПАР;
- E. a. astrild (Linnaeus, 1758) — південь Ботсвани, захід і південь ПАР;
- E. a. tenebridorsa Clancey, 1957 — північ і схід ПАР.

Масковий астрильд раніше вважався підвидом смугастого астрильда, однак був визнаний окремим видом.

## Поширення і екологія
Смугасті астрильди широко поширені в Субсахарській Африці, від Гвінеї і Ефіопії до Південно-Африканської Республіки. Також вони були інтродуковані в різних частинах світу, зокрема на Сан-Томе і Принсіпі, Реюньйоні, Маврикії, Родригесі, Кабо-Верде, на островах Вознесіння, Святої Єлени, на Сейшельських островах, на острові Амстердам, в Португалії та Іспанії, на Мадейрі, Гран-Канарії, Тенерифе і Азорських островах, на Тринідаді, в Бразилії, на Бермудських островах, на Новій Каледонії, на острові Ефате (Вануату), на Таїті та на Гаваях.
Смугасті астрильди живуть у відкритих саванах, в чагарникових заростях, на луках, полях і болотах, в трав'яних і чагарникових заростях на берегах водойм, на трав'яних галявинах. Вони є дуже соціальними птахами, по завершенню сезону розмноження утворюють зграї, які нараховують до кількох сотень птахів. Іноді приєднуються до змішаних зграй птахів. Протягом дня вони розсіюються по місцевості в пошуках їжі, займаючи площу близько 1 км² для кожної зграї, а ввечері збираються в одному місці на дереві або в очереті, де проводять ніч.
Смугасті астрильди живляться переважно насінням трав, яке птахи збирають прямо з колосся, зокрема насінням Panicum, Digitaria, Setaria, Eragrostis, Echinochloa і Hyparrhenia, а також дрібними комахами та іншими безхребетними, особливо під час сезону розмноження. Початок сезону розмноження різниться в залежності від регіону і зазвичай припадає на сезон дощів. Самці виконують демонстраційні танці, присідаючи перед самицею і тримаючи в дзьобі травинку. Гніздо велике, кулеподібне, робиться з переплетеної трави і рослинних волокон, розміщується в густих чагарниках або траві. Іноді на вершині справжнього гнізда розміщується фальшиве, в якому іноді відпочиває самець, і яке має на меті заплутати хижаків або порушників. В кладці від 4 до 7 білих яєць. Насиджують і самиці, і самці, вдень змінюючи один одного, а вночі разом відпочиваючи в гнізді. Інкубаційний період триває 11-14 днів. Пташенята покидають гніздо через 3 тижні після вилуплення, однак батьки продовжують піклуватися про них ще 3 тижні. За сезон може вилупитися до 4 виводків. Смугасті астрильди іноді стають жертвами гніздового паразитизму білочеревих і фіолетових вдовичок.